# Bette Davis
Bette Davis [udtales Betty] (født Ruth Elisabeth Davis; 5. april 1908 Lowell, Massachusetts, USA, død 6. oktober 1989) var amerikansk filmskuespiller.
Under anden verdenskrig grundlagde Davis sammen med skuespilleren John Garfield Hollywood Canteen. Hollywood Canteen var skueplads i filmen Stage Door Canteen fra 1943.
Efter anden verdenskrig havde hun et comeback med filmen – Alt om Eva (All About Eve).
Hun var den første skuespiller, der blev nomineret til 10 Oscar for bedste kvindelige hovedrolle. Hun har vundet 2 for En farlig kvinde og Jezebel. I 1977 blev hun kåret for sit livsværk af det amerikanske filminstitut (AFI). Hun var den første kvinde, der modtog prisen.
Ligeså var Davis den første kvinde, der overtog hovedsædet i Motion Picture Academy of Arts and Siences som præsident.
Bette Davis døde 1989 nær Paris i Neuelly-sur-Seine, Frankrig, efter at hun havde deltaget i en international filmfestival i Donestia-San Sebastian, Spanien, hvor hun blev æret. Hun var på vej hjem til Los Angeles.
Hun er begravet i Forest Lawn – Hollywood Hills Cemetery i Los Angeles, Californien, USA. 
Davis spillede med i over 100 film.
Davis blev ofte filmet tæt på, så hendes øjne blev fremhævet. Hun blev også kendt blandt yngre personer, da Kim Carnes udgav sangen "Bette Davis Eyes" i 1981.

## Filmografi

### 1930'erne
- 1931 – The Bad Sister
- 1931 – Seed
- 1931 – Waterloo Bridge
- 1932 – Way Back Home
- 1932 – The Menace
- 1932 – Hell's House
- 1932 – The Man Who Played God
- 1932 – So Big!
- 1932 – The Rich Are Always with Us
- 1932 – The Dark Horse
- 1932 – The Cabin in the Cotton
- 1932 – Three on a Match
- 1932 – 20,000 Years in Sing Sing
- 1933 – The 42nd Street Special
- 1933 – Parachute Jumper
- 1933 – The Working Man
- 1933 – Ex-Lady
- 1933 – Bureau of Missing Persons
- 1934 – The Big Shakedown
- 1934 – Fashions of 1934
- 1934 – Jimmy the Gent
- 1934 – Fog Over Frisco
- 1934 – Of Human Bondage
- 1934 – Housewife
- 1935 – A Dream Comes True
- 1935 – Bordertown
- 1935 – The Girl from 10th Avenue
- 1935 – Front Page Woman
- 1935 – Special Agent
- 1935 – Dangerous – En farlig kvinde
- 1936 – The Petrified Forest – Den forstenede skov
- 1936 – The Golden Arrow
- 1936 – Satan Met a Lady
- 1937 – Marked Woman
- 1937 – Kid Galahad
- 1937 – That Certain Woman
- 1937 – It's Love I'm After
- 1938 – Breakdowns of 1938
- 1938 – Jezebel
- 1938 – For Auld Lang Syne
- 1938 – The Sisters
- 1939 – A Day at Santa Anita
- 1939 – Dark Victory
- 1939 – Juarez
- 1939 – The Old Maid
- 1939 – The Private Lives of Elizabeth and Essex

### 1940'erne
- 1940 – All This and Heaven Too
- 1940 – The Letter
- 1941 – The Great Lie
- 1941 – Shining Victory
- 1941 – The Bride Came C.O.D.
- 1941 – The Little Foxes – De små ræve
- 1942 – The Man Who Came to Dinner
- 1942 – In This Our Life
- 1942 – Now, Voyager
- 1943 – Show Business at War
- 1943 – Watch on the Rhine
- 1943 – Thank Your Lucky Stars
- 1943 – The Present with a Future
- 1944 – Mr. Skeffington
- 1944 – Hollywood Canteen
- 1945 – The Corn Is Green
- 1946 – A Stolen Life
- 1946 – Deception
- 1948 – Winter Meeting
- 1948 – June Bride
- 1949 – Beyond the Forest

### 1950'erne
- 1950 – All About Eve – Alt om Eva
- 1951 – Payment on Demand
- 1952 – Another Man's Poison
- 1952 – Phone Call from a Stranger
- 1952 – The Star
- 1955 – The Virgin Queen
- 1956 – The Catered Affair
- 1956 – Storm Center
- 1959 – John Paul Jones
- 1959 – The Scapegoat

### 1960'erne
- 1961 – Pocketful of Miracles
- 1962 – What Ever Happened to Baby Jane – Hvad blev der egentlig af baby Jane?
- 1963 – The Empty Canvas
- 1964 – Dead Ringer
- 1964 – Where Love Has Gone
- 1964 – Hush... Hush, Sweet Charlotte
- 1965 – The Nanny
- 1967 – Think Twentieth
- 1968 – The Anniversary

### 1970'erne
- 1970 – Connecting Rooms 70
- 1971 – Bunny O'Hare
- 1972 – Madame Sin
- 1972 – The Scientific Cardplayer
- 1976 – Burnt Offerings
- 1978 – Return from Witch Mountain
- 1978 – Døden på Nilen
- 1979 – The Children of Sanchez

### 1980'erne
- 1980 – The Watcher in the Woods
- 1987 – The Whales of August
- 1989 – Wicked Stepmother

## Filmografi – dokumentar
- 1943 – Stage Door Canteen
- 1986 – Directed by William Wyler – dokumentar

## Priser
- 1934 – Oscarnominering: Bedste skuespillerinde – Of Human Bondage
- 1935 – Oscar: Bedste skuespillerinde – Dangerous – En farlig kvinde
- 1938 – Oscar: Bedste skuespillerinde – Jezebel
- 1939 – Oscarnominering: Bedste skuespillerinde – Dark Victory
- 1940 – Oscarnominering: Bedste skuespillerinde – The Letter
- 1941 – Oscarnominering: Bedste skuespillerinde – The Little Foxes – De små ræve
- 1942 – Oscarnominering: Bedste skuespillerinde – Now, Voyager
- 1944 – Oscarnominering: Bedste skuespillerinde – Mr. Skeffington
- 1950 – Oscarnominering: Bedste skuespillerinde – All About Eve – Alt om Eva
- 1952 – Oscarnominering: Bedste skuespillerinde – The Star
- 1962 – Oscarnominering: Bedste skuespillerinde – What Ever Happened to Baby Jane – Hvad blev der egentlig af baby Jane?